# Štefan Svitek
Štefan Svitek, né le 20 novembre 1966, à Gelnica, en Tchécoslovaquie, est un joueur et entraîneur tchécoslovaque, puis slovaque de basket-ball. Il évolue au poste d'ailier fort.

## Palmarès
- Coupe d'Allemagne 1994
- Coupe d'Autriche 2001
- Champion de Slovaquie 2007